# 1/42
『1/42』（ワンフォーティーセカンド）は、日本のバンド・Mr.Childrenのライブ・アルバムである。1999年9月8日にトイズファクトリーより50万枚限定で発売された。

## 概要
Mr.Children初のライブ・アルバムにして初の2枚組作品。企画盤ながら、公式では8thアルバムと位置付けられている。タイトルはライブツアー『TOUR '99 DISCOVERY』で行われた全42公演のうちの1つという意味。パッケージには、ツアーの模様を映した写真集も付属されている。桜井和寿の要望により、MCはアンコール直前のものを除き全てカットされた。アートディレクターは岡本一宣。
収録曲は、当時の最新アルバム『DISCOVERY』を中心とした選曲で、1999年6月26日の真駒内アイスアリーナ公演の音源だが、ボーナス・トラックの「抱きしめたい」のみ同年7月10日、11日の沖縄宜野湾市海浜公園野外劇場公演の音源を収録している。本作は50万枚限定だが、オリコンでは集計店での売り上げを全国規模に換算し、推定売上枚数として算出しているため、累計売上は50万枚を上回っている。
2023年現在、配信・ストリーミング共に行われていない。

## チャート成績
1999年9月20日付のオリコンアルバムチャートに1位で初登場、週間売り上げは41万1,080枚。累計売上は55.9万枚。

## 演奏
- 桜井和寿：Vocal & Guitar
- 田原健一：Guitar
- 中川敬輔：Bass
- 鈴木英哉：Drums
- Sunny：Keyboards, Chorus
- 浦清英：Keyboards
- 河口修二：Guitar, Chorus

## 収録内容
| 全作詞・作曲: 桜井和寿、全編曲: 小林武史 & Mr.Children。 |                           |          |            |      |
| #                                                        | タイトル                  | 作詞     | 作曲・編曲 | 時間 |
| 1.                                                       | 「DISCOVERY」             | 桜井和寿 | 桜井和寿   | 6:14 |
| 2.                                                       | 「アンダーシャツ」        | 桜井和寿 | 桜井和寿   | 5:30 |
| 3.                                                       | 「名もなき詩」            | 桜井和寿 | 桜井和寿   | 5:52 |
| 4.                                                       | 「Prism」                 | 桜井和寿 | 桜井和寿   | 5:03 |
| 5.                                                       | 「Everything (It's you)」 | 桜井和寿 | 桜井和寿   | 5:41 |
| 6.                                                       | 「I'll be」               | 桜井和寿 | 桜井和寿   | 9:59 |
| 7.                                                       | 「花 -Mémento-Mori-」     | 桜井和寿 | 桜井和寿   | 5:22 |
| 8.                                                       | 「Simple」                | 桜井和寿 | 桜井和寿   | 4:57 |
| 合計時間:                                                | 合計時間:                 | 48:42    |            |      |

| 全作詞: 桜井和寿、全編曲: 小林武史 & Mr.Children。 |                               |           |                    |      |
| #                                                  | タイトル                      | 作詞      | 作曲               | 時間 |
| 1.                                                 | 「ラヴ コネクション」         |           | 桜井和寿・小林武史 | 6:30 |
| 2.                                                 | 「Dance Dance Dance」         |           | 桜井和寿・小林武史 | 5:01 |
| 3.                                                 | 「ニシエヒガシエ」            |           | 桜井和寿           | 6:33 |
| 4.                                                 | 「ラララ」                    |           | 桜井和寿           | 6:08 |
| 5.                                                 | 「Tomorrow never knows」      |           | 桜井和寿           | 5:16 |
| 6.                                                 | 「終わりなき旅」              |           | 桜井和寿           | 7:48 |
| 7.                                                 | 「光の射す方へ」              |           | 桜井和寿           | 8:25 |
| 8.                                                 | 「innocent world」(Encore)    |           | 桜井和寿           | 6:04 |
| 9.                                                 | 「Image」(Encore)             |           | 桜井和寿           | 4:40 |
| 10.                                                | 「抱きしめたい」(Bonus Track) |           | 桜井和寿           | 5:55 |
| 合計時間:                                          | 合計時間:                     | 合計時間: | 62:24              |      |

### 解説

#### Disc One
1. DISCOVERY
2. アンダーシャツ
  - 前曲と立て続けに演奏される。
3. 名もなき詩
  - ドラムのみのイントロで始まる[注釈 1]。
  - 1番のサビのほとんどを観客に歌わせている。なお、歌詞カードでは「僕はノータリン」の箇所が「言葉では足りん」と差し替えられているが、実際の音源では原曲通り「僕はノータリン」と歌った。
4. Prism
5. Everything (It's you)
6. I'll be
7. 花 -Mémento-Mori-
8. Simple

#### Disc Two
1. ラヴ コネクション
2. Dance Dance Dance
3. ニシエヒガシエ
4. ラララ
5. Tomorrow never knows
6. 終わりなき旅
7. 光の射す方へ
8. innocent world
9. Image
10. 抱きしめたい